# Streljačko društvo "Dalmacijacement"
Streljačko društvo "Dalmacijacement" osnovano je 1950. godine pod nazivom SD Centar. 1964. godine mijenja ime u SD Solin, a današnji naziv Dalmacijacement nosi od 1972. od kada je sponzor Društva poduzeće Dalmacijacement.
U svojoj pedesetšestogodišnjoj povijesti Društvo je od malog provincijskog kluba preraslo u klub o kojem se s dužnim poštovanjem govori diljem Europe i svijeta. Tome su naravno pridonijeli sportski uspjesi, kako natjecateljski, tako i trenerski.
Prve medalje s državnih natjecanja stigle su u Društvo sredinom 60-ih godina prošlog stoljeća. 
Sportski streljački klub "Dalmacijacement" je dobitnik najveće nagrade hrvatskog sporta "Matija Ljubek" za 2005. godinu.

## Uspjesi
- 1982. Prvenstvo Europe u Rimu - Miroslav Jankov, srebrna i brončana medalja
- 1983. Prvenstvo Starog kontinenta u Dortmundu - Branka Jankov, zlatna medalja
- 1984. Europsko prvenstvo u Vingstedu(Danska) - Vesna Domazet, brončana medalja
- 1986. Svjetsko prvenstvo u Suhlu - Vesna Domazet, zlatna medalja
- 1987. Svjetski kup u Münchenu - Vesna Domazet, zlatna medalja
- 1987. Europsko prvenstvo u Lahtiju(Finska) - Vesna Domazet, brončana medalja
- 1987. Mediteranske igre u Latakiji(Sirija) - Vesna Domazet, srebrna medalja
- 1989. Juniorsko prvenstvo svijeta u Sarajevu - Mladenka Malenica, zlatna medalja
- 1989. Europsko prvenstvo u Zagrebu - Mladenka Malenica, dvije srebrne medalje
- 1990. Europsko prvenstvo u Arnhemu(Nizozemska) - Mladenka Malenica, srebrna medalja
- 1991. Svjetsko prvenstvo u Stavangeru(Norveška) - Mladenka Malenica, srebrna medalja
- 1991. Europsko prvenstvo u Manchesteru(Engleska) - Mladenka Malenica, brončana medalja
- 1993. Europsko prvenstvo u Brnu(Česka) - Vesna Domazet, Mladenka Malenica, zlatna, srebrna i brončana medalja
- 1994. Europsko prvenstvo u Wroclawu(Poljska) - Ana Nazor, Marina Borzić, zlatne medalje
- 1994. Europsko prvenstvo u Strasborgu(Francuska) - Irena Božić, srebrna medalja
- 1994. Svjetski kup u Milanu(Italija) - Mladenka Malenica, zlatna medalja i brončana medalja
- 1994. Svjetski kup u Fort Benningu(SAD) - Mladenka Malenica, srebrna i brončana medalja
- 1995. Europsko prvenstvo u Helsinkiju(Finska) - Danijela Burić, Marina Borzić, srebrne medalje
- 1996. Europsko prvenstvo u Budimpešti(Mađarska) - Irena Božić, Marša Samma,dvije brončane medalje
- 1997. Europsko prvenstvo u Varšavi(Poljska) - Irena Božić, brončana medalja
- 1997. Mediteranske igre u Bariju(Italija) - Mladenka Malenica, dvije brončane medalje
- 2008. Europsko prvenstvo u Winterthuru(Švicarska) - Sandra Vitez, srebrna medalja
- 2011. Europsko prvenstvo u Bresciji(Italija) - Sandra Vitez, srebrna medalja
- 2012. Europsko prvenstvo u Vierumakiju(Finska) - Ante Krišto, srebrna medalja
- 2013. Europsko prvenstvo u Odenseu(Danska) - Marija Marović, srebrna medalja
- 2015. 1.Europske igre u Bakuu(Azerbajdžan) - Petar Gorša, srebrna medalja
- 2015. Europsko prvenstvo u Mariboru(Slovenija) - Marin Čerina, srebrna medalja
- 2015. Svjetski kup u Gabali(Azerbajdžan) - Petar Gorša, brončana medalja - viza za Olimpijske igre u Rio de Janeiru
- 2016. Europsko prvenstvo u Gyoru(Mađarska) - Petar Gorša, brončana medalja u pojedinačnoj konkurenciji i brončana medalja u mix timu sa Snježanom Pejčić, Marija Marović - viza za Olimpijske igre u Rio de Janeiru